# Léonora Miano
Léonora Miano   (Douala, 12 de març de 1973) és una escriptora camerusena en llengua francesa. En 1991, es va instal·lar en França, per a estudiar la literatura americana.

## Obra
La primera obra de Léonora Miano, va ser L'intérieur de la nuit, la qual va tenir una bona acogida de la crítica francesa i va rebre sis premis. La revista Lire l'ha qualificat com la primera millor obra francesa en l'any 2005.
La seua dècima novel·la, Confours du jour qui vient, va rebre en novembre de 2006 el premi Goncourt per un jurat de joves de 15 a 18 anys.
La seua obra té la peculiaritat de crear una literatura afroeuropea, conscient de les transformacions del món i de la humanitat. Ella defensa la identitat afroeuropea a l'hora de la mondialització, la qual podria regenerar la cultura francesa mitjançant la literatura francòfona.
En novembre de 2013, Léonora Miano va guanyar el premi Femina per La Saison de l'ombre que conta els inicis del tràfic negrer. La novel·la, amb moltes emocions, va ser una paràbola de la mondialització que va conduir a explorar la humanitat com un producte de consum.

## Novel·les
- L'Intérieur de la nuit, 2005
- Contours du jour qui vient, 2006
- Afropean Soul, 2008
- Tels des astres éteints, 2008
- Soulfood équatoriale , 2009
- Les Aubes écarlates, 2009
- Blues pour Elise, 2010
- Ces âmes chagrines, 2011
- Écrits pour la parole, 2012
- Habiter la frontière, 2012
- La Saison de l'ombre, 2013
- Crépuscule du tourment, 2016
- L'impératif transgressif, 2016
- Crépuscule du tourment 2. Héritage, 2017
- Marianne et le garçon noir, 2017